# Hans Appelmann
Hans Appelmann (* 14. November 1867 in Ebern in Unterfranken; † 9. Oktober 1930 in München) war ein deutscher Jurist und Generalstaatsanwalt beim Oberlandesgericht München.

## Leben
Hans Appelmann absolvierte ein Studium der Rechtswissenschaften an der Ludwig-Maximilians-Universität München und war nach dem Großen juristischen Staatsexamen zunächst in einer Anwaltskanzlei tätig, bevor er zum Jahresbeginn 1898 Staatsanwalt beim Landgericht Straubing wurde. Mitte des Jahres wechselte er als Amtsrichter zum Amtsgericht Ingolstadt. Bevor ihm 1914 Titel und Rang eines Oberlandesgerichtsrats verliehen wurden, war er als Staatsanwalt beim Landgericht Augsburg und als Landgerichtsrat beim Landgericht Amberg eingesetzt. Appelmann musste Kriegsdienst leisten und war Kompanieführer an der Westfront und 1917 als Major Kompanieführer eines Landsturmbataillons in Rumänien. Nach Kriegsende  nach Deutschland zurückgekehrt, fand er als erster Staatsanwalt und Vorstand der Amtsanwaltschaft beim Amtsgericht München-Au Beschäftigung. 1924 wurde er Landgerichtsdirektor beim Landgericht München I und war dort Vorsitzender des Schwurgerichts. Im April 1926 wurde er dort erster Staatsanwalt. In dieser Funktion war er Amtsvorstand der Staatsanwaltschaft. Im selben Jahr erhielt er ein Mandat im Disziplinarhof.
Vom 1. Dezember 1929 an bekleidete er das Amt des Generalstaatsanwalts beim Oberlandesgericht München. Er verstarb im Amt infolge eines Herzinfarktes. 